# Helen Marguerite Muir-Wood
Helen Marguerite Muir-Wood (1895-16 janvier 1968) est une paléontologue et historienne de la paléontologie britannique qui passe sa carrière au Natural History Museum de Londres. Elle est récipiendaire de la prestigieuse médaille Lyell pour ses contributions dans le domaine.

## Biographie
Née à Hampstead, en Angleterre, Helen Marguerite Muir-Wood étudie la géologie au Bedford College de l'Université de Londres avec Catherine Raisin. En 1919, elle accepte un emploi à temps partiel au Musée d'histoire naturelle de Londres, gravissant les échelons des assistantes en géologie pour devenir, en 1955, la première femme nommée sous-conservatrice de paléontologie du musée. Elle prend officiellement sa retraite en 1961 mais continue à travailler au musée pendant encore quatre ans. 
Muir-Wood est une autorité sur les animaux marins à coquille connus sous le nom de brachiopodes, en particulier les types fossiles trouvés dans les îles britanniques, au Moyen-Orient, en Inde et en Malaisie. Elle publie de nombreux articles sur les brachiopodes et co-écrit la section sur les brachiopodes dans l'enquête de 1965 Treatise on Invertebrate Paleontology.
En 1930, elle reçoit le Lyell Fund de la Société géologique de Londres et en 1958, elle reçoit la Médaille Lyell. À sa retraite, elle reçoit l'Ordre de l'Empire britannique pour ses services au musée. 
Elle est décédée à Hampstead en 1968. 

## Publications

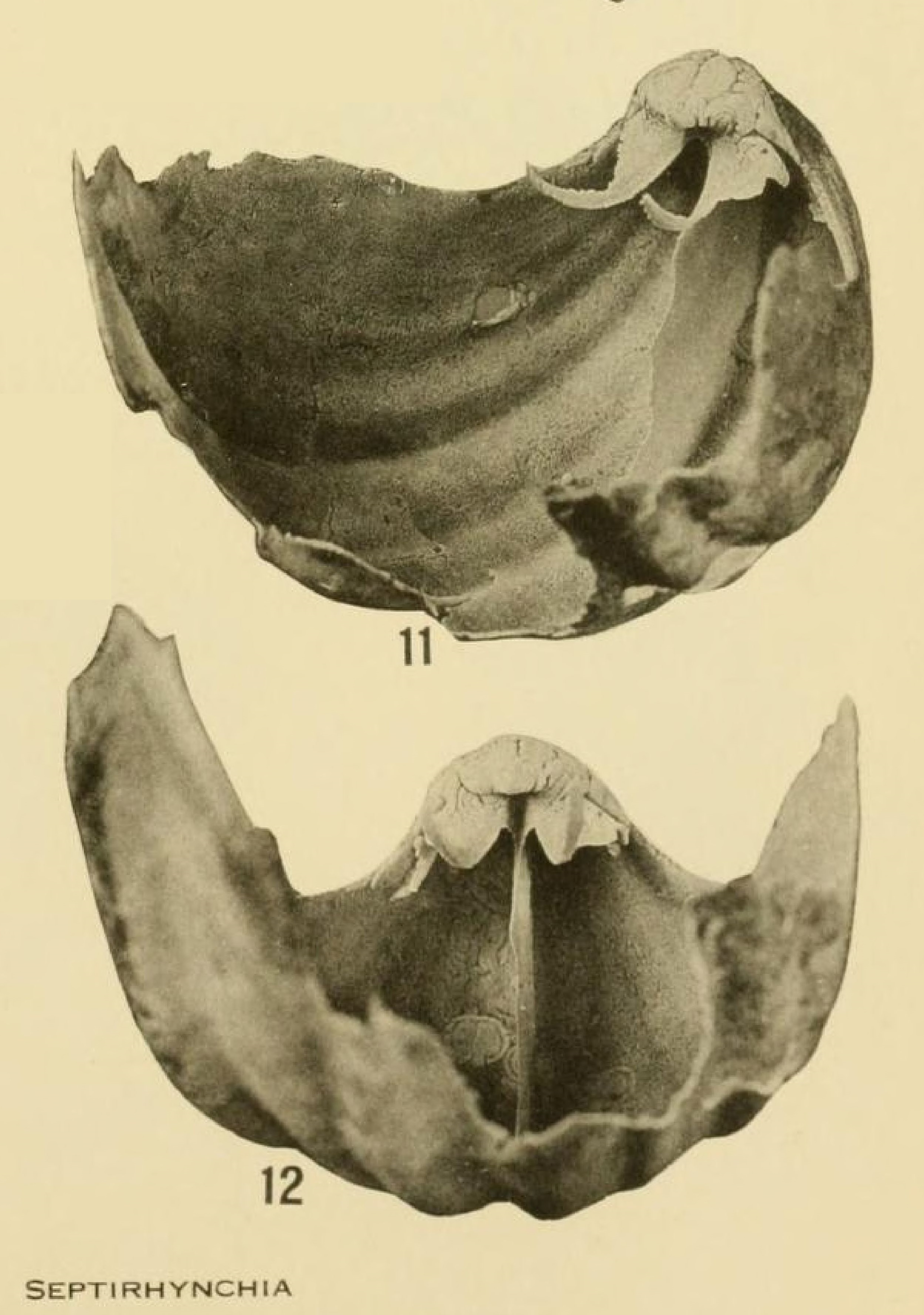
Deux vues de la valve brachiale de Septirhynchia pulchra, de Muir-Wood et Cooper. (1951).

- Lang, Spath, Cox et Muir-Wood, « The Belemnite Marls of Charmouth, a Series in the Lias of the Dorset Coast », Quarterly Journal of the Geological Society, vol. 84, nos 1–4,‎ 1928, p. 179–222 (DOI 10.1144/GSL.JGS.1928.084.01-04.06, S2CID 131695455)
- Muir-Wood, « On the internal structure of some Mesozoic Brachiopoda », Philosophical Transactions of the Royal Society of London, Series B, vol. 223, nos 494–508,‎ 1934, p. 511–567 (DOI 10.1098/rstb.1934.0012, JSTOR 92240, Bibcode 1934RSPTB.223..511M)
- H.M. Muir-Wood, The Mesozoic Palaeontology of British Somaliland, Geology and Palaeontology of British Somaliland Volume 2, London, Colonial Office, 1935, 75–147 p., « Jurassic Brachiopoda »
- Muir-Wood, « A Monograph on the Brachiopoda of the British Great Oolite Series. Part I. The Brachiopoda of the Fuller's Earth », Monographs of the Palaeontographical Society, vol. 89, no 404,‎ 1936, i-144 (DOI 10.1080/02693445.1936.12035649)
- H.M. Muir-Wood, Malayan Lower Carboniferous fossils and their bearing on the Visean palaeogeography of Asia, London, British Museum (Natural History), 1948 (lire en ligne)
- Muir-Wood et Cooper, « A new species of the Jurassic brachiopod genus Septirhynchia », Smithsonian Miscellaneous Collections, vol. 116, no 6,‎ 1951 (lire en ligne)
- H.M. Muir-Wood, A history of the classification of the phylum Brachiopoda, London, British Museum (Natural History), 1955 (lire en ligne)
- H.M. Muir-Wood, Report on the Brachiopoda of the John Murray Expedition, vol. X, No 6, London, British Museum (Natural History), coll. « John Murray Expeditions 1933-34 Scientific Reports », 1959, 283–317 p. (lire en ligne)
- H.M. Muir-Wood, On the Morphology and Classification of the Brachiopod suborder Chonetoidea, London, British Museum (Natural History), 1962 (lire en ligne)